# Reuzenslalom

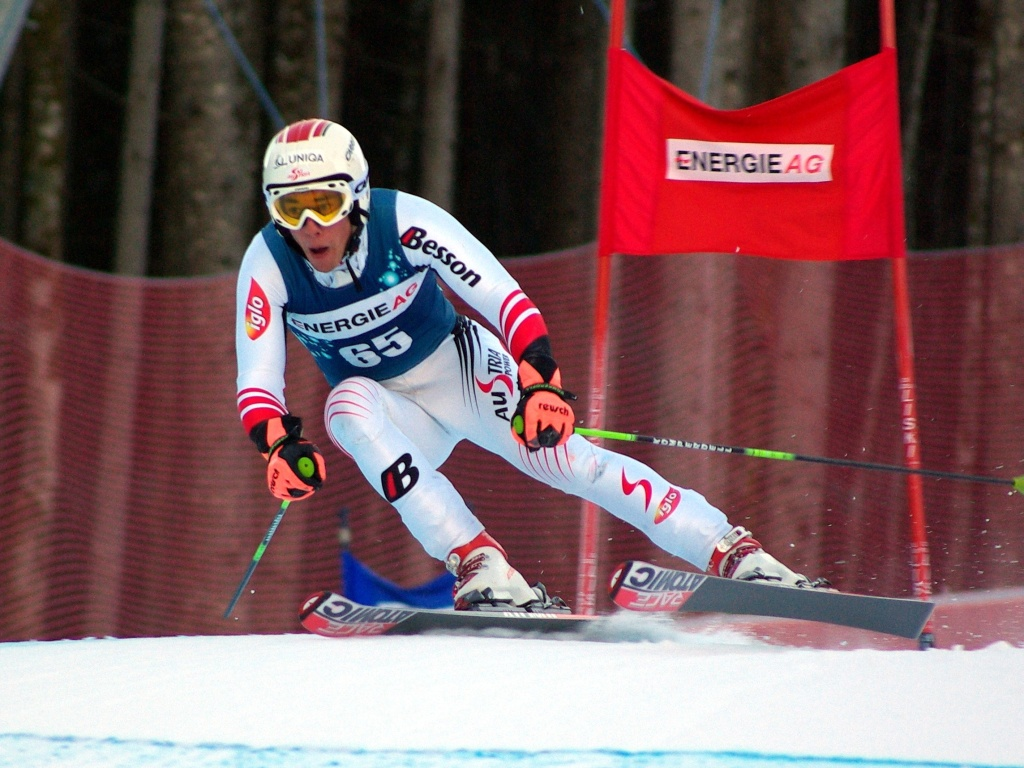
Bjoern Sieber in actie tijdens de reuzenslalom.

De reuzenslalom bij alpineskiën is een snelheidswedstrijd over een parcours dat voorzien is van poorten. 
De poorten bestaan uit twee paar stokken waartussen vlaggen zijn gespannen, deze zijn met grotere tussenruimte geplaatst dan in de slalom. De blauwe en rode poorten wisselen elkaar af om de 15 à 25-30 meter. Gezien de snelheid (die kan oplopen tot 80 km/u) voert de skiër een zeer dynamische en intense actie uit, tijdens welke hij al zijn capaciteiten op het gebied van evenwicht en kracht tentoon moet spreiden. Ook bij de reuzenslalom bestaan de poorten uit buigzame palen, die buigen wanneer de skiër ze raakt, maar die altijd stevig verankerd blijven op de helling. De mogelijkheid om de paal naar beneden te drukken heeft ertoe geleid dat de skiërs ook bij de reuzenslalom bochten maken waarvan de banen zich steeds dichter bij de palen bevinden, wat de snelheid ten goede komt. Ondanks de flexibiliteit van de palen is het contact tussen de paal en de skiër vaak hevig en dit zorgt voor blessures, vooral bij jonge skiërs die niet zijn uitgerust met beschermers.

## De techniek
Het technisch principe van de reuzenslalom bestaat erin dat bochten worden gemaakt die elkaar dynamisch en intens opvolgen, waarbij zo min mogelijk wordt geremd. Het overgaan van de ene kant op de andere gebeurt door bewegingen die breder zijn dan die bij de slalom, waarbij meer uitgesproken en duidelijker wordt ontspannen en gebogen. Het geheel van deze bewegingen is afhankelijk van de eigenschappen van het tracé en de piste. Zeer hoekige tracés en steile pistes vereisen meer uitgesproken bewegingen: de skiër strekt het lichaam voor het eerste deel van de bocht en buigt in de tweede helft van de bocht. Op tracés met minder uitgesproken bochten en minder steile pistes daarentegen zie je vaak skiërs die zich bijna voortdurend in een aerodynamische houding bevinden, in een voortdurende poging de ski's soepel te laten glijden. In de fase van de bocht is het noodzakelijk dat de skiër zijn evenwicht weet te behouden terwijl de kracht enorm is. Het gebruik van uitgesneden ski's heeft de afgelopen jaren gezorgd voor steeds krachtigere deelnemers: de skiërs moeten een zeer zware belasting uithouden (tot drie keer het lichaamsgewicht) door het feit dat de uitgesneden ski's de snede vergroten en het slippen verminderen.